# Gejag Kangri
Der Gejag Kangri ist ein Berg im Himalaya im Süden von Tibet (VR China).
Der Gejag Kangri hat eine Höhe von 6970 m (nach anderen Quellen 6944 m). Der Berg liegt nördlich des östlichen Himalaya-Hauptkamms in einem von China und Bhutan beanspruchten Gebiet. Der vergletscherte Berg liegt 10,87 km ostnordöstlich vom Zongophu Kang (7047 m). Die Westflanke des Gejag Kangri speist den See Puma Yumco, während die Osthänge vom Lhobrak Chhu, einem Zufluss des Manas, entwässert werden. 3,24 km südsüdöstlich erhebt sich der 6950 m hohe Gejag Kangri Süd (⊙).